# 김증한
김증한(金曾漢, 1920년 6월 5일 ~ 1988년 10월 7일)은 대한민국의 법학자이자 교육자로, 호는 청헌(晴軒)이며 본관은 (신)안동이다. 충청남도 부여군 구룡면 논치리에서 태어났다. 해방 이후 민법 연구에서 많은 저작과 연구를 낳았으며, 대한민국 민법학의 토대를 닦았다. 아버지는 일제강점기 때 충주·강원·평양·함흥지법 판사와 평양복심법원 판사를 지내고, 해방 이후에는 대법관과 검찰총장을 지낸 김익진 검찰총장이며, 동생은 법무법인 김장리의 창업주 김흥한이다.

## 약력
- 1937년 : 평양사범학교를 졸업하고 교사생활을 시작함.
- 1939년 : 경성제국대학 예과에 입학함. 이후 본과에서 법문학부로 진학.
- 1944년 : 경성제국대학 법문학부 법학과 졸업.
- 1946년 3월 1일 : 경성대학 법문학부 조수가 됨.
- 1946년 8월 : 서울대학교 법대에서 전임강사로 서양법제사 강의를 시작.
- 1960년 5월 : 서울대학교 법대 교수로 임용됨.
- 1960년 : 문교부 고등교육국장으로 취임.
- 1961년 : 국가재건최고회의 법제사법위원회 자문위원으로 임명됨.
- 1962년 : 서울대학교 행정대학원장으로 취임.
- 1967년 8월 : 서울대학교 법학박사 학위 취득
- 1967년 8월 12일 : 문교부 차관으로 취임.
- 1968년 5월 23일 : 문교부 차관직에서 퇴임.
- 1972년 : 서울대학교 법과대학 학장으로 취임.
- 1976년 : 한국법학교수회 제4대 회장으로 재직.
- 1983년 9월 9일 : 서울대학교 대학원장 취임.
- 1985년 8월 31일 : 정년 퇴임.
- 1985년 9월 : 동아대학교 법과대학 초빙교수, 법과대학 학장, 부총장 등을 역임.
- 1987년 4월 18일 : 서울대학교 법과대학 명예교수로 취임.
- 1987년 8월 28일 : 대한민국학술원 회원(법학)으로 취임.
- 1988년 10월 7일 : 별세.

## 주요 저작
- 《담보물권법》
- 《독일사법사》
- 《물권법》
- 《물권법강의》
- 《물권적기득권》
- 《민법》
- 《민법논선》
- 《민법대의》
- 《민법총칙》
- 《법제원론》
- 《법학개론》
- 《법학통론》
- 《서양법제사》
- 《채권각론》
- 《채권각칙》
- 《채권총론》
- 《채권총칙》

## 참고 자료
- 〈고시계인터뷰(김증한박사님 정년퇴임기념 인터뷰)-나의 인생, 나의 학문〉, 고시계사, 《고시계》 1985년 9월호
- 대한민국학술원 김증한

| 전임 성동준 | 제20대 문교부 차관 1967년 8월 12일 ~ 1968년 5월 23일 | 후임 박희범 |